# Härjedalens kommun
Härjedalens kommune (Sørsamisk: Herjedaelien tjïelte) ligger i landskaperne Härjedalen, Hälsingland og Dalarna i Jämtlands län i Sverige. Kommunens administrationscenter ligger i byen Sveg. Det meste af kommunen, bortset fra Ängersjö og Ytterhogdals gamle sogn, tilhørte Norge frem til freden i Brömsebro i 1645.
Härjedalen kommune, som arealmæssigt er Sveriges femte største, og Gotlands kommun er de eneste to svenske kommuner som har navn efter et landskap. 
Kommunen grænser i nord til Bergs kommun. I nordøst har kommunen grænse til Ånge i Västernorrlands län, i øst til Ljusdal i Gävleborgs län og i syd til kommunerne Älvdalen, Mora og Orsa i Dalarnas län. I vest grænser kommunen til Røros og Engerdal kommuner i Norge.

## Geografi
Härjedalens kommune ligger i et bjergrigt område, med mange bjerge over 1.000 moh. Sveriges højst beliggende bebyggelse, Högvålen (830 moh.) ligger i kommunen. Kommunens største sø er Rogen på grænsen til Norge, og den regnes som udspringet for Skandinaviens længste elvsystem: Trysilelven-Klarälven-Göta älv. Imidlertid bliver det meste af kommunen afvandet af elven Ljusnan. I den østlige del af kommunen er der et skovklædt plateaulandskab. Sonfjället Nationalpark ligger i kommunen, det samme gør flere naturreservater. Land- og skovbrug er vigtige erhverv. Sæterdrift har vært almindelig, og der er tre rengræsningsområder i kommunen ("samebyer"). Der er flere skisportssteder i kommunen.
E45 går gennem Härjedalen, som er knyttet til det svenske jernbanenet med Inlandsbanan. Härjedalen Sveg Airport har daglige flyforbindelser til Stockholm.

## Samisk sprog
Samisk har status som officielt minoritetssprog i kommunen og Härjedalen kommune indgår i forvaltningsområdet for samisk sprog i Sverige.

## Byer
Härjedalen kommune havde otte byer i 2005.
Indbyggere pr. 31. december 2005.
Härjeåsjön er en sø og en by ca. 19 km sydvest for Sveg og ca 11 km nordøst for Lillhärdal
| #  | Byområder   | Indbyggertal |
| -- | ----------- | ------------ |
| 1. | Sveg        | 2.633        |
| 2. | Funäsdalen  | 798          |
| 3. | Hede        | 763          |
| 4. | Ytterhogdal | 603          |
| 5. | Vemdalen    | 547          |
| 5. | Ulvkälla    | 445          |
| 7. | Lillhärdal  | 365          |
| 8. | Norr-Hede   | 293          |

## Eksterne kilder og henvisninger
1. ↑  Folkmängd i riket, län och kommuner 30 september 2012 och befolkningsförändringar 1 juli - 30 september 2012. Statistiska centralbyrån (30. september 2012). Besøkt 25. december 2012.
2. ↑  Härjedalen – landskap Artikkel i snl.no
3. ↑  Det svenske Språkrådets hjemmesider, om minoritetsspråk Arkiveret 6. februar 2014 hos  Wayback Machine

- Wikimedia Commons har flere filer relateret til Härjedalens kommun
- Officiel hjemmeside for Härjedalen kommune Arkiveret 22. januar 2013 hos  Wayback Machine

62°2′N 14°21′Ø / 62.033°N 14.350°Ø